# Ratel miodożerny
Ratel miodożerny, ratel, miodożer, daw. pszczoło-jamnik (Mellivora capensis) – gatunek drapieżnego ssaka z rodziny łasicowatych, zamieszkujący lasy, zarośla, stepy i sawanny Afryki na zachód, wschód i południe od Sahary, oprócz dżungli Afryki Środkowej, Azję Południową, aż po Nepal. Jest jedynym przedstawicielem rodzaju Mellivora.
Osiąga długość ciała 60–70 cm, ogona 20–30 cm. Wyglądem, wielkością i sposobem poruszania się najbardziej przypomina rosomaka tundrowego. Mocna budowa ciała, krótkie i muskularne kończyny, krótki ogon, sierść długa, sztywna, ubarwienie grzbietu srebrzystobiałe, spód i boki ciała brunatnoczarne, na granicy obydwu barw biała pręga, w przednich łapach długie pazury.
Skóra na grzbiecie gruba i sztywna stanowi swoistą tarczę przed rozmaitymi ukąszeniami, np. węży, innych drapieżników, przed ukłuciami pszczół, jest ona niezwykle luźna dzięki rozwiniętej podskórnej tkance tłuszczowej, co stanowi dodatkowy atut obronny.
Ratel prowadzi głównie nocny tryb życia, rzadziej bywa aktywny w dzień, żyje pojedynczo, czasem parami, za kryjówki służą mu wykopane samodzielnie nory, naturalne zagłębienia terenu lub nory innych zwierząt. Posiada niewielu naturalnych wrogów. W razie zagrożenia wystrzykuje w stronę intruza cuchnącą ciecz wydzielaną przez gruczoły umieszczone w okolicy odbytu.
Bytuje głównie na ziemi, potrafi jednak dobrze wspinać się na drzewa, gdzie wydobywa spod kory i zagłębień w pniach jaszczurki i owady, a także plądruje gniazda dzikich pszczół, z których wybiera larwy będące jego przysmakiem. Mimo powszechnego przekonania, żadne dowody nie wskazują na istnienie protokooperacji między miodowodem dużym a miodożerem. Miodowód miałby jakoby wskazywać miodożerowi miejsca gnieżdżenia się pszczół, a następnie wyjadać pozostawione przez niego resztki.
Ratel jest mięsożerny, ale ma duże spektrum pokarmowe. Żywi się owadami, ptakami i ich jajami, płazami, gadami, atakuje również jadowite węże, drobne ssaki, czasem napada na młode niektórych gatunków antylop. W jego diecie istotnym składnikiem jest także miód, czasem kradnie zdobycz lampartów, które chowają ją na drzewach. W księdze rekordów Guinnessa oznaczono go jako najbardziej nieustraszone zwierzę świata.
Ciąża trwa ok. 6 miesięcy, samica rodzi 1-3 młode, które dojrzewają w wieku ok. 18 miesięcy. Długość życia na wolności nie jest znana. Osobniki żyjące w niewoli osiągały wiek ok. 24 lat.
Pomimo stosunkowo dużej liczebności na zamieszkanym przez siebie obszarze ratel jest relatywnie mało znanym gatunkiem, rzadko prezentowanym również w ogrodach zoologicznych.

## Systematyka
Takson ten jest jedynym przedstawicielem rodzaju Mellivora Storr, 1780.

### Gatunek typowy
Viverra ratel Sparrman, 1777 (= Viverra capensis Schreber, 1776)

### Podgatunki
Wyróżnia się kilkanaście podgatunków ratela:
- M. capensis abyssinica
- M. capensis buechneri
- M. capensis capensis
- M. capensis concisa
- M. capensis cottoni
- M. capensis inaurita
- M. capensis indica
- M. capensis leuconota
- M. capensis maxwelli
- M. capensis pumilio
- M. capensis signata
- M. capensis wilsoni